# Yinyuan Zhen
Yinyuan Zhen (kinesiska: 因远, 因远镇) är en köping i Kina. Den ligger i provinsen Yunnan, i den sydvästra delen av landet, omkring 200 kilometer sydväst om provinshuvudstaden Kunming. Antalet invånare är 27 853. Befolkningen består av 13 309 kvinnor och 14 544 män. Barn under 15 år utgör 21,0 %, vuxna 15-64 år 70 %, och äldre över 65 år 7,0 %.
Genomsnittlig årsnederbörd är 1 466 millimeter. Den regnigaste månaden är juli, med i genomsnitt 333 mm nederbörd, och den torraste är februari, med 19 mm nederbörd.